# Jean-Baptiste Marie Scipion Ruffo de Bonneval
 (mai 2016).
Si vous disposez d'ouvrages ou d'articles de référence ou si vous connaissez des sites web de qualité traitant du thème abordé ici, merci de compléter l'article en donnant les références utiles à sa vérifiabilité et en les liant à la section « Notes et références ».
Jean-Baptiste Marie Scipion Ruffo de Bonneval, né le 22 janvier 1747 à Aix-en-Provence et mort le 13 mars 1837 à Viterbe, est un homme d'Église, dernier évêque de Senez.

## Biographie
Jean-Baptiste Marie Scipion est le fils de Pierre Joseph Hilarion Ruffo seigneur de Bonneval et de La Fare, lieutenant colonel d'Infanterie chevalier de Saint-Louis et de Marie-Elisabeth de Trousset d'Héricourt. Il est donc le frère cadet de Sixte Louis Constant Ruffo de Bonneval, déjà nommé à la tête de l'évêché de Senez en 1783. Scipion est élève au collège des Jésuites d'Aix et fait sa philosophie et théologie à Paris, puis rentre dans la maison de Navarre. Ordonné prêtre, il devint grand-vicaire de l'évêque de Senez, puis grand-vicaire et chanoine d'Aix.
Il fut nommé évêque de Senez en 1787 confirmé en décembre 1788 et consacré l'année suivante. La constitution civile du clergé supprime l'évêché de Senez en 1790. Capturé et fait prisonnier par les Révolutionnaires le 3 juillet 1791, il ne retrouva sa liberté que deux mois plus tard, mais fut jugé coupable d'avoir continué à exercer ses fonctions épiscopales.
En 1791 il se retire près de Nice puis en 1793, il émigra à Turin, puis à Rome jusqu'en 1798. À la suite du concordat de 1801, il se démet de son évêché mais refuse de revenir en France et réside à Viterbe. Louis XVIII lui proposa en 1817 l'archevêché d'Avignon, qu'